# Szubianka
Szubianka (niem. Galgen Berg, 513 m n.p.m.) – szczyt w Górach Kruczych.

## Położenie
Szubianka wyrasta na południe od centrum Kamiennej Góry, nad Bobrem, opływającym jej zachodnie podnóża, natomiast od wschodu, pod szczytem Szubianki biegnie szosa  z Kamiennej Góry do Lubawki, a u północnego zbocza prowadziła dawna linia kolejowa do Okrzeszyna. Roztaczają się z jej zboczy widoki na miasto i otoczenie Kotliny Kamiennogórskiej.

## Budowa geologiczna
Wzniesienie jest zbudowane z górnokarbońskich piaskowców i zlepieńców, z tzw. warstwami białokamieńskimi i žacleřskimi, w których występują drobne pokłady węgla kamiennego. U zachodniego podnóża są niewielkie skałki, tworzące urwisko.

## Roślinność
Wzgórze pokrywają łąki i zagajniki.

## Historia
Szubianka, wraz z sąsiednią Sądową, są związane ze średniowiecznym wymiarem sprawiedliwości w Kamiennej Górze, który obejmował prawa sądownicze. Nazwa wskazuje, że miasto miało prawo karania na gardle. Prawdopodobnie właśnie tu stała szubienica miejska, wymagano bowiem, aby była z dala widoczna.
Podczas II wojny światowej w Kamiennej Górze istniały obozy pracy - filie Gross-Rosen, których więźniowie byli zatrudniani przy różnych pracach, m.in. przy wykuwaniu sztolni dla podziemnych fabryk. Jedną z takich sztolni (nieukończoną) wykonywali w zboczu Szubianki od strony Bobru i ul. Wiejskiej. Nie znane są jej wymiary i przeznaczenie. Wiadomo natomiast, że obóz znajdował się nad rzeką.